# برکه دکا
برکه دکا، روستایی در دهستان کوشکنار بخش کوشکنار شهرستان پارسیان در استان هرمزگان ایران است.

## جمعیت
بر پایه سرشماری عمومی نفوس و مسکن در سال ۱۳۹۵، جمعیت این روستا برابر با ۱٬۰۴۰ نفر (۲۸۹ خانوار) بوده‌است.